# Hércules Cardoso
Hércules Cardoso Ottoni (Vitória, Brasil, 16 de julio de 1980) es un futbolista brasileño que se desempeña como delantero en el Herediano de la Primera División de Costa Rica.

## Clubes
| Club                   | País       | Año               |
| ---------------------- | ---------- | ----------------- |
| Vitória                | Brasil     | 2001 - 2006       |
| Etoile Goulette        | Túnez      | 2006 - 2008       |
| Friburguense           | Brasil     | 2008              |
| Goytacaz               | Brasil     | 2009              |
| Friburguense           | Brasil     | 2010              |
| Santos FC              | Costa Rica | 2010 - 2011       |
| Botafogo Jaguaré       | Brasil     | 2011              |
| Desportiva Ferroviária | Brasil     | 2012              |
| Herediano              | Costa Rica | 2012 - Actualidad |